# Мала Горевка
Мала Го́ревка або Мала Га́ревка (рос. Малая Горевка, Малая Гаревка) — річка в Республіці Комі, Росія, права притока річки Печора. Протікає територією Троїцько-Печорського району.
Річка протікає на південний захід, захід та південний захід.